# Tengo duro
Tengo duro è il primo album in studio del rapper italiano Mikimix (il futuro Caparezza), pubblicato nel 1996 dalla Columbia Records.

## Descrizione
L'album prende il nome dall'omonima traccia d'apertura. L'anno successivo, nel 1997, pubblica l'album La mia buona stella con sempre dieci tracce, tra cui compaiono tre inediti rispetto a questo suo album di esordio (l'omonimo La mia buona stella, Che c'è di buono in me e E la notte se ne va, che canta poco tempo dopo al Festival di Sanremo).

## Tracce
Testi di Mikimix, musiche di Matteo Bonsanto, Giovanni Bianchi e Ugo Bolzoni, eccetto dove indicato.
1. Tengo duro – 3:55
2. Succede solo nei film – 4:03
3. Bella bionda (doppio malto) – 3:54 (musica: Giovanni Bianchi, Ugo Bolzoni, Franco Vavassori)
4. Gioioso sorriso – 4:10
5. Zanza la zanzara – 4:16
6. Boom cha – 3:41
7. Donne in minigonne – 4:01
8. Ti voglio meglio – 3:59
9. Attenti al farmaco – 3:48
10. Succede solo nei film (da protagonista) – 4:03

## Formazione
Musicisti
- Mikimix – voce, cori
- Bruno Crepaldi – chitarra elettrica
- Daniele Lucchin (Nane) – basso, cori
- Gianmatteo Lucchin – batteria
- Giovanni Bianchi – tastiera, cori, arrangiamento, assolo di tastiera (traccia 4)
- Emanuela Cortesi – cori
- Patrizia Saitta – cori
- Franco Vavassori – cori
- Ugo Bolzoni – programmazione, cori, arrangiamento
- Matteo Bonsanto – cori, arrangiamento
- Silvano Ghioldo "D.J. Tempesta" – cori
- Luca Fenaroli – cori
- Mauro Tognin – chitarra acustica (traccia 2)
- Elena Altamura – voce solista (traccia 4)

Produzione
- Matteo Bonsanto – produzione
- Antonio Baglio – mastering
- Ugo Bolzoni – registrazione, missaggio